# ちょっと危ない園長さん
ちょっと危ない園長さん（ちょっとあぶないえんちょうさん）は日本テレビ系列で1993年1月9日～3月20日に土曜グランド劇場枠で放送されたテレビドラマ。

## 概要・内容
東京都調布市にあるという設定の「小鳩保育園」が舞台の中心。そこの園長の鳩山孝太郎は、かつては捕鯨船の名砲手だったが、先代の園長でもあった亡き父の遺言によって保育園を継いだという経歴を持つ。孝太郎は自由奔放が第一という教育方針を持っていたが、保育については素人だったため、一人娘の洋子、保父の圭太、保母の真弓らが保育園を支えていた。孝太郎はと言うと、寝坊などで遅刻が多くぐうたらぶりが目立ち、名門保育園だった先代園長の時代に比べて評判の方は落ちていた。そのような小鳩保育園とその周りなどの出来事、騒動などを描いた。

## キャスト
- 鳩山孝太郎:小林稔侍
- 大沢和美:高木美保
- 高木圭太:布川敏和
- 飯島真弓:渡辺美奈代
- 鳩山洋子:中山忍
- 大崎達夫:中島陽典
- ジョージ・サリバン:ケント・ギルバート
- 丸山幸代:あき竹城
- 桜井貴子:浅田美代子
- 鳩山徹:高田純次
- 大沢友里（和美の娘）:水野寛子
- 竹中夫人:阿知波悟美

## 主題歌
- 「この空は明日です」真璃子

## スタッフ
- 脚本:綾部伴子、近藤博幸、中島玲子
- 音楽:久米大作
- プロデュース:篠木爲八男、大川博史、指田貴行
- 演出:植木善晴、小田切成明
- 制作:アズバーズ、日本テレビ

## サブタイトル
| 話数 | 放送日       | サブタイトル | 脚本     | 演出     | ゲスト              |
| ---- | ------------ | ------------ | -------- | -------- | ------------------- |
| 1    | 1993年1月9日 | 泥は温かい   | 綾部伴子 | 植木善晴 |                     |
| 2    | 1月16日      | いじめが発端 | 綾部伴子 | 植木善晴 |                     |
| 3    | 1月23日      | 誕生日忘れた | 近藤博幸 |          | 文恵:原日出子       |
| 4    | 1月30日      | 僕さびしいよ | 綾部伴子 |          | 文恵:原日出子       |
| 5    | 2月6日       | 出しゃばり愛 | 中島玲子 |          | 明世:榊原郁恵       |
| 6    | 2月13日      | ぶつかり愛!? | 綾部伴子 |          |                     |
| 7    | 2月20日      | 失踪妻に娘涙 | 綾部伴子 |          |                     |
| 8    | 2月27日      | 安易に産むな | 中島玲子 |          | 春子:桂木麻也子     |
| 9    | 3月6日       | 噂で動くなッ | 中島玲子 |          |                     |
| 10   | 3月13日      | 姑って勝手ね | 綾部伴子 |          | 和美の義母:近松麗江 |
| 11   | 3月20日      | 消えた子供達 | 綾部伴子 |          |                     |

| 日本テレビ 土曜グランド劇場              | 日本テレビ 土曜グランド劇場                 | 日本テレビ 土曜グランド劇場        |
| 前番組                                   | 番組名                                      | 次番組                             |
| ---------------------------------------- | ------------------------------------------- | ---------------------------------- |
| 外科医有森冴子II (1992.10.10-1992.12.19) | ちょっと危ない園長さん (1993.1.9-1993.3.20) | 日曜はダメよ (1993.4.17-1993.6.26) |